# Killjoy 2: Deliverance from Evil
Killjoy 2: Deliverance from Evil è un film horror, sequel di Killjoy - Il clown, uscito nel 2002 e diretto dal regista Tammi Sutton.

## Trama
Il film inizia con un giovane di nome Nic (Charles Austin), che viene inseguito da due agenti di polizia per la vendita di cocaina. Una settimana dopo Nic insieme al suo partner in crimini Ray-Ray, ed insieme ad altri tre loro amici: Eddie, Ce-Ce (Nicole Pulliam), e il timido Charlotte Davis vengono presi da due ufficiali, Denise Martinez e Harris Redding (Debbie Rochon e Logan Alexander). Vengono portati a Loxahatchee Canon, dove si trova un centro di detenzione. Durante il viaggio il motore della macchina va in panne in mezzo al nulla, dove non c'è ricezione telefonica e stazioni di benzina vicine. Così la compagnia si ritrova in primis una casa abbandonata dove Ray-Ray irrompendo dentro viene ferito con un colpo di fucile da caccia al petto da una sconosciuta che successivamente viene uccisa dal poliziotto Redding. Successivamente portano Ray-Ray in un'altra casa dove vive una sacerdotessa vudù di nome Kadja Boszo (Rhonda Claerbaut). Questa dice che è capace di curare Ray-Ray grazie ai suoi poteri. Nel frattempo Ce-ce racconta alla compagnia una storia su un certo Killjoy, un'entità maligna. Dopo un po' di tempo proprio lo stesso Killjoy attacca la casa della sacerdotessa, così tutta la compagnia si ritrova con il famigerato Killjoy.